# Система (сериал)
«Система» — российский молодёжный сериал, психологический триллер о выпускниках детских домов.
Сериал снят компанией Док-Синема по заказу Star Media и при поддержке Института развития интернета.
В основу сериала легли реальные истории подростков, столкнувшихся с проблемой адаптации в социуме после выпуска из детских домов и интернатов. Создатели проекта ставили перед собой задачу обратить внимание подростков на важность сохранения семейных ценностей и соблюдения моральных принципов, а также выборе жизненного пути и возможности самореализации с помощью так называемых «социальных лифтов».

## Сюжет
Молодой человек, Иван Кочкин — выпускник краснореченского детского дома, несколько лет назад чудом спасся от банды, вымогавшей деньги у детдомовцев, и уехал в Москву. Там он быстро промотал свое «наследство» и теперь мечтает стать актером, снимается в массовке и ждет приезда своего брата Антона, который вскоре должен выпуститься из детского дома. Однако брат неожиданно исчезает. Иван отправляется на поиски Антона в Краснореченск, где ему предстоит вступить в схватку с преступниками и разорвать криминальную сеть, опутавшую выпускников детского дома. В финале ему придется сделать нелегкий выбор: вернуться в Москву, чтобы осуществить свою мечту и стать актером или помогать таким же, как он и его брат учиться жить без Системы.

## В ролях

### Основной состав
- Александр Мосийченко — Санёк.
- Анатолий Анищенко — Директор детского дома.
- Андрей Белоцерковский — Руслан.
- Андрей Ларин — Мирон (10 лет).
- Андрей Межулис — Начальник Крайнова.
- Анжелика Печка — Аня.
- Артём Будиков — Следователь Крайнов.
- Василий Коковин — Мирон.
- Дарья Щербакова — Ольга.
- Денис Зайнуллин — Костян
- Евгений Писарев — Серёжа (7 лет).
- Егор Гуськов — Егор.
- Екатерина Карташова — Настя.
- Злата Бородина  — Аня (5 лет).
- Кирилл Русин — Иван.
- Майя Вознесенская — Надежда Михайлова.
- Малика Лапшина — Маша (7 лет).
- Наиль Хазиев — Валера.
- Никита Утесов — Иван (13 лет).
- Ольга Герчакова — Екатерина Витальевна.
- Пётр Нечипоренко  — Антон (5 лет).
- Татьяна Алтынник — Маша.
- Татьяна Андреева — Мама Крайнова.
- Юлия Яновская — Светлана Петровна.

### Второстепенный состав
- Александр Костриченко — Оперативник.
- Александр Крайнов  — Александр.
- Алексей Сивов  — Врач скорой.
- Анастасия Симонова — Девушка блогера.
- Андрей Коновалов  — Сосед Кирилла.
- Антон Щелоков — Судмедэксперт.
- Артём Афонасов  — Вадик.
- Артём Жигулин  — Серый.
- Артемий Мильграм  — Вован.
- Вадим Сыров  — Детдомовец 2.
- Валерия Рыбина  — Даша (мама Кости).
- Варвара Барыченкова  — Девочка в детском доме.
- Виктория Козлова  — Мать Ивана и Антона.
- Виктория Кораблёва  — Юля.
- Владислав Здоров  — Олег.
- Владислав Ходосевич  — Кирилл.
- Всевовод Азаданов  — Бомж-3.
- Глеб Кулаков  — Артём (8 лет).
- Григорий Лысенков  — Детдомовец 1.
- Даниил Лебедев — Женёк.
- Дмитрий Иванчиков — водитель.
- Дмитрий Калихов  — Иван (7 лет).
- Егор Хасьянов  — Ярик.
- Екатерина Порфирльева  — Катя.
- Елена Соколова  — Воспитательница детского дома.
- Елена Филатова — Няня.
- Елена Фомина  — Анна.
- Илья Шарипов  — Женя.
- Ирина Тарасова — Врач в роддоме.
- Иса Новиков — Ярик (6 лет).
- Кира Муравлева  — Алена (6 лет).
- Максим Косьяненко — Блогер.
- Максим Макаренко  — Костя (5 лет).
- Максим Осинцев — Дима.
- Максим Плешко — Бомж-2.
- Максим Пурич  — Костя (1 год).
- Наталья Бурдина  — Соседка Кирилла.
- Никита Богатов  — Паша.
- Ольга Грунэ  — Воспитательница приюта.
- Пётр Нечипоренко  — Антон (5 лет).
- Полина Бахтигозина  — Аня (8 лет).
- Рина Ващенко  — Соседка Крайнова.
- Роман Колбанов  — Коля.
- Руслан Хазиев  — Бомж-1.
- Семён Дорин  — Костя (10 лет).
- Сергей Бескакотов  — Отец Ивана и Антона.
- Тимофей Филипов  — Юра.
- Ярослав Матвеев  — Кирилл (7 лет).

## Сезоны
| Сезон | Сезон | Эпизоды | Оригинальная дата выхода | Оригинальная дата выхода |
| Сезон | Сезон | Эпизоды | Премьера сезона          | Финал сезона             |
| ----- | ----- | ------- | ------------------------ | ------------------------ |
|       | 1     | 8       | 21 октября 2021          | 1 декабря 2021           |

## Список эпизодов

### Сезон 1 (2021)
| № | Название  | Дата премьеры   |
| - | --------- | --------------- |
| 1 | «1 серия» | 21 октября 2021 |
| 2 | «2 серия» | 27 октября 2021 |
| 3 | «3 серия» | 3 ноября 2021   |
| 4 | «4 серия» | 10 ноября 2021  |
| 5 | «5 серия» | 17 ноября 2021  |
| 6 | «6 серия» | 24 ноября 2021  |
| 7 | «7 серия» | 1 декабря 2021  |
| 8 | «8 серия» | 1 декабря 2021  |

## Саундтрек

### 1 сезон
- Nagval — Система
- Макулатура — 30 лет как мёртв
- Макулатура — Ни ночи ни дня